# Sarosa acutior
Sarosa acutior là một loài bướm đêm thuộc phân họ Arctiinae, họ Erebidae.